# Tecorralican
Tecorralican är en ort i Mexiko.   Den ligger i kommunen Xochitlán de Vicente Suárez och delstaten Puebla, i den sydöstra delen av landet, 170 km öster om huvudstaden Mexico City. Tecorralican ligger 1 065 meter över havet och antalet invånare är 114.
Terrängen runt Tecorralican är huvudsakligen kuperad, men åt sydväst är den bergig. Runt Tecorralican är det ganska glesbefolkat, med 43 invånare per kvadratkilometer. Närmaste större samhälle är Olintla, 16,3 km norr om Tecorralican. I omgivningarna runt Tecorralican växer huvudsakligen savannskog.